# Raven Leilani
Raven Leilani Baptiste (née le 26 août 1990) est une écrivaine américaine qui publie sous le nom de Raven Leilani.

## Biographie
Raven Leilani grandit dans une famille d'artistes à New York, dans le Bronx puis à Albany. Elle obtient une licence en psychologie et anglais.
Elle enchaine les petits boulots : iconographe chez Ancestry.com, dans un journal scientifique, et au Ministère de la défense américain, postière, et même archiviste pour l'éditeur Macmillan. 
En 2017, elle entame une maîtrise en beaux-arts à l'Université de New York, où elle étudie avec Zadie Smith, Katie Kitamura et Jonathan Safran Foer. 
Elle vit maintenant à Brooklyn.

## Carrière
Le premier roman de Leilani, L'affamée, parait en août 2020 en anglais et en février 2021 en français. La couverture de presse est bonne : Marie Claire, Elle, HuffPost, BuzzFeed News, New York Times. Le reman reçoit le Prix de la fiction de la revue Kirkus Reviews, le Prix du premier roman de l'association Center for Fiction, et le Prix John-Leonard de l'association National Book Critics Circle.
Raven Leilani écrit également pour Esquire, The Cut et Vogue.

## Œuvres

### Roman
- Raven Leilani (trad. de l'anglais par Nathalie Bru), L'affamée [« Luster »], Paris, Cherche-midi, 2021, 320 p. (ISBN 9782749167435)

### Nouvelles
- Hard Water (2016), Cosmonauts Avenue[5]
- Breathing Exercise (2019), Yale Review[6]

## Publications
- Leilani, « When I Left My Faith, I Went to Comic Con », Esquire, 23 juillet 2020
- Leilani, « Luster (excerpt) », The Cut, 3 août 2020 (consulté le 27 août 2020)
- Leilani, « Turning My Back on the Faith that Saved Me », Vogue, 4 août 2020